# Documentação linguística
A documentação linguística ou linguística documental é um subcampo da linguística que visa descrever a gramática e o uso das línguas humanas. Tem como objetivo fornecer um registro abrangente das práticas linguísticas características de uma determinada comunidade de fala. A documentação linguística busca criar um registro o mais completo possível da comunidade de fala, tanto para a posteridade quanto para a revitalização da língua. Esse registro pode ser público ou privado dependendo das necessidades da comunidade e da finalidade da documentação. Na prática, a documentação linguística pode variar desde trabalho de campo antropológico linguístico individual até a criação de vastos arquivos online que contêm dezenas de línguas diferentes, como FirstVoices ou OLAC.
A documentação linguística fornece uma base mais sólida para a análise linguística, na medida em que cria um corpus de materiais na língua. Os materiais em questão podem variar desde listas de vocabulário e regras gramaticais até livros infantis e obras traduzidas. Esses materiais podem então apoiar afirmações sobre a estrutura da linguagem e seu uso. Isso deve ser visto como uma tarefa taxonômica básica para a linguística, identificando a gama de línguas e suas características.

## Ferramentas e métodos
As etapas típicas envolvem gravação, manutenção de metadados, transcrição (muitas vezes usando o Alfabeto Fonético Internacional e/ou uma ortografia prática feita para determinada língua), anotação e análise, tradução para uma língua de comunicação mais ampla, arquivamento e disseminação. Os materiais podem ser arquivados, mas nem todos os arquivos são igualmente aptos a lidar com materiais linguísticos preservados em diversos formatos tecnológicos, e nem todos são igualmente acessíveis a potenciais usuários.
A documentação complementa a descrição da língua, que visa descrever o sistema abstrato de estruturas e regras na forma de uma gramática ou dicionário. Ao praticar uma boa documentação na forma de gravações com transcrições e depois coleções de textos e um dicionário, um linguista trabalha melhor e pode fornecer materiais para uso dos falantes da língua. As novas tecnologias permitem melhores gravações com melhores descrições que podem ser armazenadas em arquivos digitais como AILLA, Pangloss ou Paradisec. O primeiro exemplo de gramática com corpus de mídia é a gramática da língua nafsan, de Nicholas Thieberger (2006).
A documentação linguística também deu origem a novas publicações especializadas, como a revista online gratuita e revisada por pares Language Documentation & Conservation e os documentos de trabalho SOAS Language Documentation & Description.

## Arquivos digitais
A digitalização de arquivos é um componente crítico da documentação linguística e dos projetos de revitalização. Existem registos descritivos de línguas locais que poderiam ser utilizados em projetos de revitalização linguística que são negligenciados devido à formatação obsoleta, registos impressos incompletos ou inacessibilidade sistemática. Os arquivos locais, em particular, que podem conter registos vitais das línguas indígenas da área, são cronicamente subfinanciados e com falta de pessoal. Os registos históricos relativos à língua que foram recolhidos por não-linguistas, como missionários, podem ser ignorados se a coleção não for digitalizada. Os arquivos físicos são naturalmente mais vulneráveis a danos e perda de informação.